# George Schoener
George Schoener, ou Georg Schöner (21 mars 1864 - 2 octobre 1941) est un prêtre catholique d'origine allemande qui fut connu aux États-Unis comme le « Padre of the Roses » en raison de ses expérimentations dans le domaine de la sélection et l'hybridation des rosiers, en particulier par l'intermédiaire d'espèces sauvages. Seules deux de ses créations subsistent encore aujourd'hui :  « Arrilaga » et « Schoener's Nutkana ».

## Biographie
Il est né dans une famille de paysans de Steinach dans le Bade-Wurtemberg, en Allemagne. Il fait ses études à Engelberg et à Einsiedeln de 1883 à 1889. Une de ses tantes lui permet d'émigrer en Amérique, où il est ordonné prêtre à Pittsburgh en Pennsylvanie. Affligé par des maladies, il échoue à Brooks dans l'Oregon en 1911, et là, il est captivé par l'activité de rosiculture dans la ville voisine de Portland. Il se met à la recherche dans les collines des environs de spécimens d'espèces sauvages, telles que Rosa nutkana.
En 1915, un incendie détruit l'église et la maison et en 1917 il part pour Santa Barbara en Californie.
En 1939, il est affecté à l'université de Santa Clara, mais il meurt à peine deux ans plus tard.
Une école de Steinach, la Georg-Schöner-Schule, porte son nom.